# Deer Woman
Deer Woman is een Amerikaanse horrorfilm uit 2005 van regisseur John Landis. Het vormt het zevende deel uit de eerste serie van de filmreeks Masters of Horror. Landis baseerde het verhaal op een mythe uit de indiaanse mythologie.

## Verhaal
Rechercheur Dwight Faraday (Brian Benben) zit zich dagelijks door zijn uren op kantoor heen te vervelen. Jaren geleden schoot hij een junk dood, maar de kogels gingen door de man heen en boorden zich in Faradays partner. Die overleed daarbij eveneens. Na een lang onderzoek of Faraday dit expres deed, werd hij onschuldig verklaard, maar weggepromoveerd naar de afdeling 'dierlijke oorzaken'. Sindsdien zit hij zijn uren uit achter zijn eigen bureau en wordt hij belachelijk gemaakt door collega's.
Op een dag komt de vriendelijke agent Jacob Reed (Anthony Griffith) een praatje met hem maken. Reed vraagt of Faraday mee wil naar een bizarre zaak waarbij een dood lichaam gevonden is. Aangekomen blijkt een vrachtwagenchauffeur met bovenmenselijke kracht tot pulp getrapt in zijn eigen truck, waarna iets of iemand de deur van zijn wagen trapte en die losjes terugplaatste. Faraday laat 's avond in bed verschillende scenario's door zijn hoofd gaan, maar doet het één af als nog belachelijker dan het andere.
De volgende dag zit Faraday met Reed in het lokale casino aan een tafeltje over de zaak te praten. De indiaanse casino-eigenaar Chief Einhron (Julian Christopher) vangt op waar ze het over hebben en schuift na aandringen van het duo aan. Hij vraagt zich lacherig af of de agenten zelf serieus nemen, waar ze het over hebben. Einhron vertelt een verhaal wat hem vroeger verteld werd toen hij een kind was, een indiaanse legende over de deer woman. Volgens de mythe is dat een prachtige vrouw die in het bos leeft, maar waarvan de onderste helft van het lichaam hert is. Zij zou zich soms onder mensen begeven, mannen verleiden, seks met hen hebben en ze daarna doodtrappen. Maar, vertelt Einhron, de deer woman is natuurlijk alleen een sterk verhaal. Bij gebrek aan een betere theorie, nemen Faraday en Reed het verhaal toch serieus.
Wanneer Reed zich 's avonds prima vermaakt in het casino, wordt hij verleid door een zwijgzame, maar beeldschone vrouw (Cinthia Moura). Zij gaat met hem mee naar zijn hotelkamer, waar Faraday hem belt. Gaandeweg het gesprek beseft Reed dat hij een blunder begaan heeft. Wanneer Faraday gehaast in de hotel aankomt, ligt het lijk van Reed doodgetrapt op zijn kamer. De deer woman komt op dat moment vanuit het donker van achteren hem op hem af, waarop hij omdraait en haar neerschiet. Als Faraday haar nader wil inspecteren, opent ze haar ogen weer en vlucht door van een balkon af te springen, waarbij haar hertenbenen zichtbaar worden.
Faraday zet met zijn wagen de achtervolging in en achterhaalt de vrouw. Ondanks dat hij zijn geweer op haar leegt, vlucht ze verder. Wanneer ze voor een boom langsloopt, ramt Faraday haar tussen zijn wagen en de boom. De door de botsing flink gehavende agent strompelt uit zijn wagen, om nog net te zien hoe de vastgeklemde vrouw in het niets verdwijnt. Wanneer versterking arriveert, is alleen het wrak van zijn wagen nog zichtbaar.

## Rolverdeling
| Acteur             | Personage           |
| ------------------ | ------------------- |
| Brian Benben       | Dwight Faraday      |
| Sonja Bennett      | Dana                |
| Anthony Griffith   | Officier Jacob Reed |
| Cinthia Moura      | "The Deer Woman"    |
| Andy Thompson      | Bill                |
| Alex Zahara        | Detective Patterson |
| Julian Christopher | Chef Einhron        |
| Don Thompson       | Detective Fuches    |

## Trivia
- In een scène in het casino winnen drie mannen de jackpot. Een van hen is Mick Garris, de bedenker van Masters of Horror.
- In het politiebureau hebben agenten het over een aanval van een wolf in 1981 in Londen. Regisseur Landis verwijst daarmee naar gebeurtenissen uit zijn eigen film An American Werewolf in London.